# استان ارخبیل سقطری
استان ارخبیل سقطری (به عربی: محافظة أرخبیل سقطری) یک استان‌های یمن است.

## خصوصیات
استان ارخبیل سقطری ۴۴٬۱۲۰ نفر جمعیت دارد.